# The Counselor
The Counselor (även The Counsellor) är en brittisk-amerikansk thrillerfilm från 2013 av regissören Ridley Scott och skriven av Cormac McCarthy. Filmens skådespelare är bland andra Michael Fassbender, Penélope Cruz, Cameron Diaz, Javier Bardem och Brad Pitt. Filmen behandlar teman som girighet, död, de primala instinkter hos människan och dess konsekvenser. Filmen fick ett ljummet intryck av publik och recensenter när den hade premiär trots flera kända skådespelare.